# Smicridea unguiculata
Smicridea unguiculata is een schietmot uit de familie Hydropsychidae. De soort komt voor in het Neotropisch gebied.